# Кранц (Гамбург)
Кранц (нем. Cranz) — одна из 17 частей Харбурга, района немецкого города Гамбург, расположена на левом берегу реки Эльбы.

## История
В 1648 году Кранц присоединился к Бременскому герцогству, которое сначала управлялось личным союзом со Швецией, а с 1715 года — с ганноверской короны. В 1823 году территория полностью стала частью Королевства Ганновер, которое стало частью Королевства Пруссия в 1866 году.
В 1937 году по закону Великого Гамбургского края, Кранц стал относиться к Гамбургскому району.